# Kallipposz
Kallipposz (vagy Kalipposz) (i. e. 370 k. – i. e. 300 k.) görög csillagász.

## Élete,  munkássága
Küzikoszból származik, Knidoszi Eudoxosz iskolájához tartozott. A bolygómozgásokat tanulmányozta és Eudoxosz szféráinak elméletét fejlesztette tovább: Eudoxosz 26 szféráját további hét szférával egészítette ki, ahogy erről Arisztotelész a Metafizika XII. 8-ban beszámol.
Gondos méréseket végzett az évszakok hosszát illetően, eredményei alapján egy 76 éves ciklust állapított meg (ez a kallipposzi ciklus), ezzel célja a nap- és holdévek szinkronizálása volt. Ez a 19 év hosszú Metón-ciklus pontosított változata volt. A holdfogyatkozások időpontját is ki lehetett számítani vele.
Az első kallipposzi ciklus i. e. 330-ban, a második i. e. 254-ben, a harmadik i. e. 178-ban kezdődött, ezt a datálási rendszert széles körben használhatta a korai hellenisztikus csillagászat, mint arra Klaudiosz Ptolemaiosz Almagesztjének hivatkozásai is utalnak.
A Calippus krátert a Holdon róla nevezték el.